# المنصورة (الرقة)
المنصورة ناحية سورية تابعة لمحافظة الرقة شرق سورية تقع على ضفاف نهر الفرات، عدد سكانها حوالي 50.000 نسمة، وهي من المناطق المتميزة الجميلة في محافظة الرقة. كما وأنها من المدن القديمة العمر، وهي من أجمل المدن في محافظة الرقة.

## التسمية
كانت المنصورة بلدة صغيرة تسمى النهدين ومن ثم تمت تسميتها بالمنصورة نسبة إلى أبو جعفر المنصور ثاني الخلفاء العباسيين.

## التاريخ
تقع المنصورة في الجهة الشمالية الشرقية من القطر العربي السوري وعلى الضفة اليمنى لنهر الفرات في منطقة تزخر بالآثار والمناطق الأثرية ويعود تاريخ المنصورة إلى عهود قديمة.